# Common Lives/Lesbian Lives
Common Lives/Lesbian Lives (CL /LL), lezbijski časopis koji je između 1981. i 1996. izlazio četverogodišnje u Iowi. Predstavljao je kulturološku prekretnicu u tzv. »lezbijskom izdavaštvu« jer je bio jedan od prvih lezbijskih časopisa ili časopisa objavljenih izvan tzv. »urbane« (New York-Los Angeles-Berkley) scene.

## Povijest
CL / LL je pokrenulo osam lezbijki koje su krajem 1980. živjele na području Los Angelesa; Catherine Nicholson i Harriet Desmoines, suosnivačice periodične Sinister Wisdom ohrabrile su žene izjavom da je potrebno više lezbijskih časopisa jer je Sinister Wisdom primio više prijava nego što je mogao tiskati.:str. 15. Cindy Cleary, Anne Lee i Tracy Moore (Moore je bila uključena u kolektiv koji je objavio feministički bilten Iowa Cityja Ain't I a Woman? Od 1971. do 1974.) činile su temeljnu skupinu časopisa i svi su radili na časopisu nakon njihov preseljenje u Iowa City kasnije te godine.:str. 15.-16.
Postojanje Ženskog tiska u Iowa Cityju i tvornica slogova u vlasništvu i pod upravom žena učinili su Iowa City privlačnim domom za novi časopis.
Prvo izdanje Common Lives / Lesbian Lives objavljeno je 1981. godine, a časopis je na kraju dosegao vrhunac naklade od oko 2500 nacionalnih i međunarodnih pretplatnika.:str. 15. Kad je glavni distributer časopisa Inland 1995. proglasio bankrot, CL / LL više nije mogao nastaviti s objavljivanjem.

## Sadržaj
Izdavački kolektiv želio je da časopis bude "inkluzivan, neakademski, raznolik i dostupan":str. 15.} Većina suradnika nikada prije nije objavljena.:str. 22.
Sav rad objavljen u CL/LL izradile su samoodređene lezbijke, a svi volonteri projekta bili su lezbijke. Zbog ove politike, heteroseksualna je žena koja je vjerovala da je diskriminirana kad nije angažirana za pripravnicu podnijela komisiji za ljudska prava Sveučilišta Iowa. Biseksualna žena čiji podnesak časopisu nije objavljen također je podnijela žalbu Komisiji za ljudska prava Sveučilišta Iowa.
Odjel za tisak Sveučilišta u Iowi odbio je tiskati Izdanje 20 (1982) jer je sadržavao fotografije lezbijki koje vode ljubav, a časopis je tužio Sveučilište i pobijedio.
Jesensko izdanje 1995. nije objavljeno, a na kraju je izdanje 56, koje je trebalo biti posljednje, objavljeno kao izdanje 1995-1996. Unatoč naporima da se prikupi novac, Common Lives / Lesbian Lives službeno su zatvoreni 1997.

## Arhivi
U ženskom arhivu Iowe u knjižnicama Sveučilišta Iowa sada se nalazi arhivski materijal CL/LL.
U Lavender Library, Archives and Cultural Exchange u Sacramentu u Kaliforniji nalazi se značajna kolekcija časopisa.

## Suradnici
Neki od suradnika časopisa su: Elana Dykewomon, Tee Corinne, Sapphire, Hawk Madrone, Julia Penelope, Candis Graham, Martha Miller i Ruth Mountaingrove.

## Poveznice
- Lezbijski feminizam
- Lezbijska književnost
- Popis lezbijske periodike

## Vanjske poveznice
- Common Lives/Lesbian Lives Records, Iowa Women's Archives, University of Iowa Libraries